# Andrej Bíreš
Andrej Bíreš (* 19. November 1993 in Banská Bystrica) ist ein deutsch-slowakischer Eishockeyspieler, der seit Juli 2025 erneut beim EC Bad Nauheim aus der DEL2 unter Vertrag steht und dort auf der Position des Centers spielt. Zuvor absolvierte Bíreš unter anderem annähernd 175 Spiele in der slowakischen Extraliga und war darüber hinaus für die Nürnberg Ice Tigers sowie Kölner Haie in der Deutschen Eishockey Liga (DEL) aktiv. Sein Onkel Otto Sýkora war Eishockeyspieler und -manager.

## Karriere
Andrej Bíreš begann seine Karriere als Eishockeyspieler in seiner Heimatstadt beim HC 05 Banská Bystrica. Dort lief er erstmals in der Saison 2008/09 in der U18-Mannschaft des Vereins auf. Dabei erreichte er in 56 Spielen insgesamt 32 Punkte. Im darauffolgenden Jahr glückten ihm in nur 39 Begegnungen 67 Scorerpunkte. Die Spielzeit 2010/11 markierte sein letztes Jahr im U18-Team des zentralslowakischen Vereins. Nach 35 Spielen wechselte er in die U20-Mannschaft, wo er ein wichtiger Spieler für die Relegationsspiele wurde. Des Weiteren gab der Rechtsschütze während der Saison sein Debüt im Profibereich, als er für ein Spiel beim Zweitligisten HK Brezno auflief.
Im Sommer 2011 wechselte der erst 17-Jährige schließlich ins Ausland. Er unterschrieb einen Vertrag bei den Landshut Cannibals aus der 2. Eishockey-Bundesliga. Dieser sah einen Einsatz des Slowaken bei der Juniorenmannschaft des Stammvereins EV Landshut vor, der in der Deutschen Nachwuchsliga (DNL) antrat. Außerdem sollte er die Möglichkeit bekommen, sich für ein paar Spiele bei der Profimannschaft zu empfehlen. Wegen seiner guten Leistung während der Saison 2011/12, in der die Cannibals die Meisterschaft der 2. Bundesliga errangen, kam Bíreš jedoch nur noch selten im Nachwuchs zum Einsatz. Im Juni 2012 erhielt er einen Probevertrag bei den Eispiraten Crimmitschau, der jedoch nicht verlängert wurde. Daher kehrte er in die Slowakei zurück und ging für den HK Orange 20 in der slowakischen Extraliga aufs Eis. Im selben Jahr unterschrieb er jedoch noch einen Vertrag bei den Heilbronner Falken. Anschließend spielte er parallel in Deutschland und in der Slowakei.
Zwischen 2015 und 2018 war Bíreš für die Moskitos Essen in der drittklassigen Oberliga Nord aktiv. Anschließend stand er zwei Jahre beim EC Bad Nauheim in der DEL2 unter Vertrag und war in der Saison 2019/20 mit 29 Toren und 18 Assists aus 53 Spielen der Topscorer seines Teams. Im April 2020 wurde er von den Nürnberg Ice Tigers aus der Deutschen Eishockey Liga (DEL) verpflichtet. Anschließend stand der Stürmer bei den Kölner Haien und erneut beim EC Bad Nauheim unter Vertrag, ehe er im Sommer 2022 zu seinem Heimatverein nach Banská Bystrica zurückkehrte. In den folgenden drei Jahren absolvierte der Deutsch-Slowake über 150 Partien in der Extraliga. Zur Saison 2025/26 kehrte Bíreš abermals nach Bad Nauheim zurück.

### International
Für die Slowakei nahm Andrej Bíreš an der U18-Junioren-Weltmeisterschaft 2011 teil, bei der er mit seiner Mannschaft den zehnten und somit letzten Platz belegte und in die Division I abstieg. Nachdem er mit der slowakischen Junioren-Nationalmannschaft die Vorbereitung als HK Orange 20 in der Extraliga absolviert hatte, wurde er in den Kader für die U20-Junioren-Weltmeisterschaft 2013 berufen. Bei diesem Turnier belegte er mit der U20-Auswahl den achten Rang und erzielte im Turnierverlauf vier Tore und zwei Torvorlagen.

## Erfolge und Auszeichnungen
- 2012 Meister der 2. Bundesliga mit den Landshut Cannibals

## Karrierestatistik
Stand: Ende der Saison 2024/25

### International
Vertrat die Slowakei bei:
- U18-Junioren-Weltmeisterschaft 2011
- U20-Junioren-Weltmeisterschaft 2013

(Legende zur Spielerstatistik: Sp oder GP = absolvierte Spiele; T oder G = erzielte Tore; V oder A = erzielte Assists; Pkt oder Pts = erzielte Scorerpunkte; SM oder PIM = erhaltene Strafminuten; +/− = Plus/Minus-Bilanz; PP = erzielte Überzahltore; SH = erzielte Unterzahltore; GW = erzielte Siegtore; 1 Play-downs/Relegation; Kursiv: Statistik nicht vollständig)